# 2004 في إسرائيل
فيما يلي قوائم الأحداث التي وقعت خلال عام 2004 في إسرائيل.

## أحداث
- 29 يناير – تفجير حافلة شارع غزة
- 14 مارس – عملية ميناء أشدود

## سياسة

### تعيين في المنصب
- 4 يونيو – تسيبي ليفني وزير البناء والإسكان  [لغات أخرى]‏،Justice Minister of Israel ‏.
- 28 يونيو – غالب مجادلة عضو الكنيست [الإنجليزية]‏.
- 19 يوليو – اليعازر ساندبرج وزير الطاقة الإسرائيلي  [لغات أخرى]‏.

### انتهاء فترة المنصب
- 4 ديسمبر – اليعازر ساندبرج وزير الطاقة الإسرائيلي  [لغات أخرى]‏.

## أفلام
من الأفلام التي صدرت هذه السنة في إسرائيل:
- 1 يناير – أولاد آرنا من إخراج جوليانو مير خميس، Danniel Danniel [الإنجليزية]‏.
- 1 يناير – العروس السورية من إخراج عيران ريكليس.
- 1 يناير – لاتخاذ زوجة من إخراج رونيت القبص، شلومي القبص [الإنجليزية]‏.

## وفيات

### مارس
- 8 مارس – أبو العباس (مواليد 1948) سياسي فلسطيني.[1]

### أبريل
- 22 أبريل – سامي هداوي (مواليد 1904) مؤرخ فلسطيني.[2]

### نوفمبر
- 23 نوفمبر – رفائيل إيتان (مواليد 1929)